# Nevers
Nevers – miejscowość i gmina we Francji, w regionie Burgundia-Franche-Comté, w departamencie Nièvre.
Według danych na rok 1990 gminę zamieszkiwało 41 968 osób, a gęstość zaludnienia wynosiła 2422 osoby/km² (wśród 2044 gmin Burgundii Nevers plasuje się na 3. miejscu pod względem liczby ludności, natomiast pod względem powierzchni na miejscu 543).
Nevers, miasto w środkowej Francji (Burgundia), nad Loarą przy ujściu rzeki Nièvre. Jest byłą stolicą krainy historycznej i księstwa Nivernais, obecnie ośrodek administracyjny departamentu Nièvre. Stanowi ważny we Francji ośrodek pielgrzymkowy koncentrujący się wokół relikwii św. Bernadety Soubirous, wizjonerki z Lourdes.

## Gospodarka
W Nevers znajduje się ośrodek wyrobu szkła i ceramiki. Przemysł maszynowy i chemiczny.
Znajduje się tu port lotniczy i stacja kolejowa Gare de Nevers.

## Historia
Warowna osada galijskich Eduów, od ok. 52 r. p.n.e. ośrodek aprowizacyjny wojsk Cezara, Noviodunum; od ok. 500 siedziba biskupstwa; od X w. stolica hrabstwa Nivernais. Około 1575 rozpoczęto tu produkcję znanych fajansów.

### Bernadeta Soubirous
W mieście znajduje się dom macierzysty Zgromadzenia Sióstr Miłosierdzia i Edukacji Chrześcijańskiej, wzniesiony na ruinach benedyktyńskiego opactwa Saint Gildard (Świętej Hildegardy). Miejsce to odwiedza corocznie około pół miliona pielgrzymów.

## Zabytki
- Katedra St. Cyr et Ste Juliette (XI-XIV, XVI w.)
- Pałac książęcy (XV-XVI w.)
- Kościół St. Etienne (XI w.)
- Kościół St. Pierre (XVII w.)
- Łuk triumfalny (XVIII w.)
- Pałac biskupi (XVIII w.)
- Klasztor Zgromadzenia Sióstr Miłosierdzia i Edukacji Chrześcijańskiej

## Edukacja
- Institut supérieur de l'automobile et des transports

## Galeria zdjęć

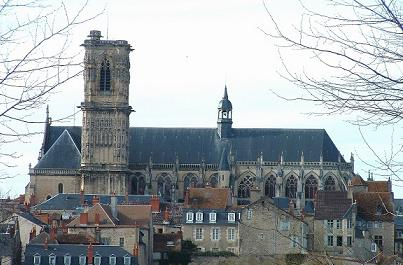
Katedra
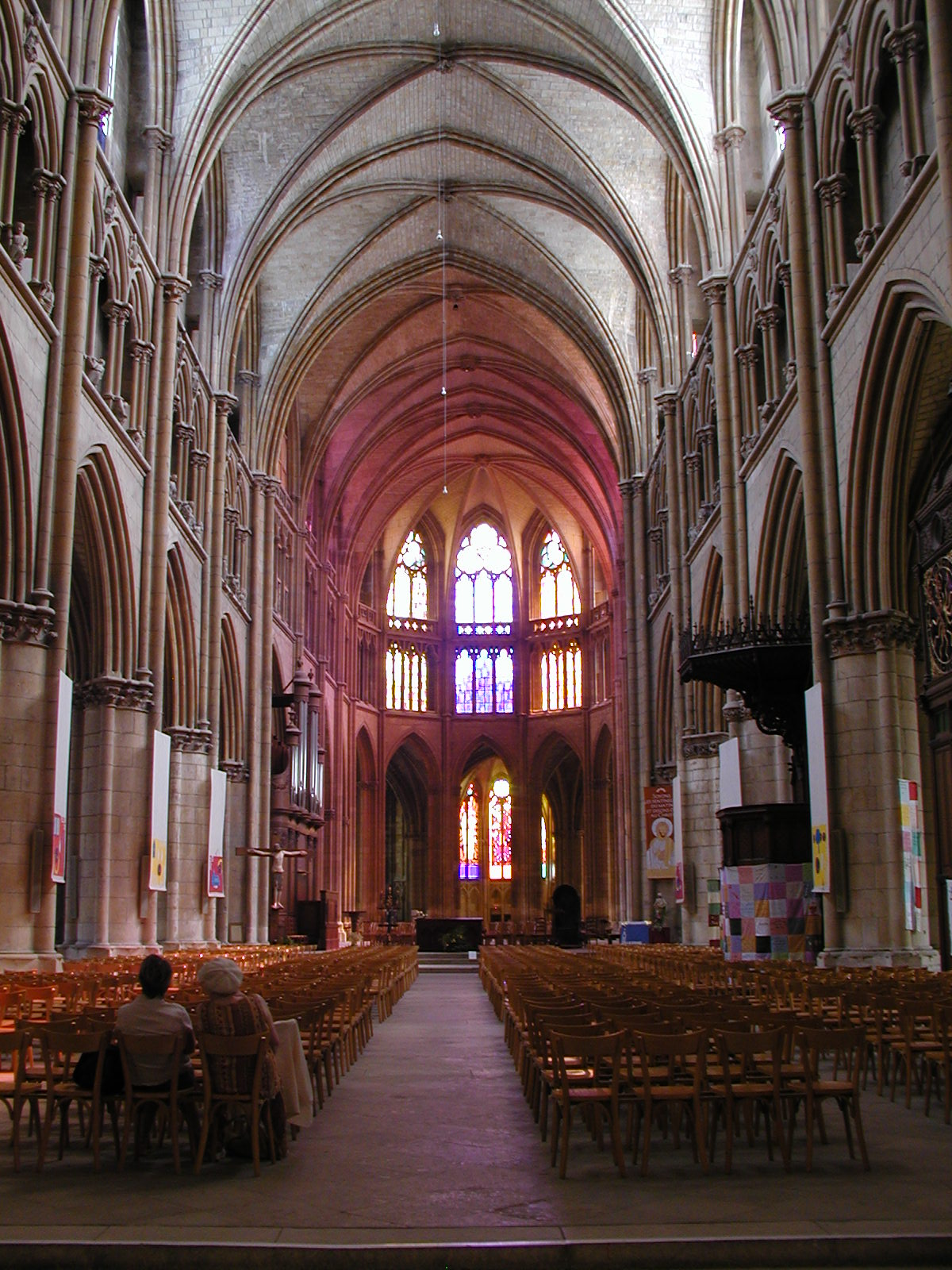
Katedra, wnętrze
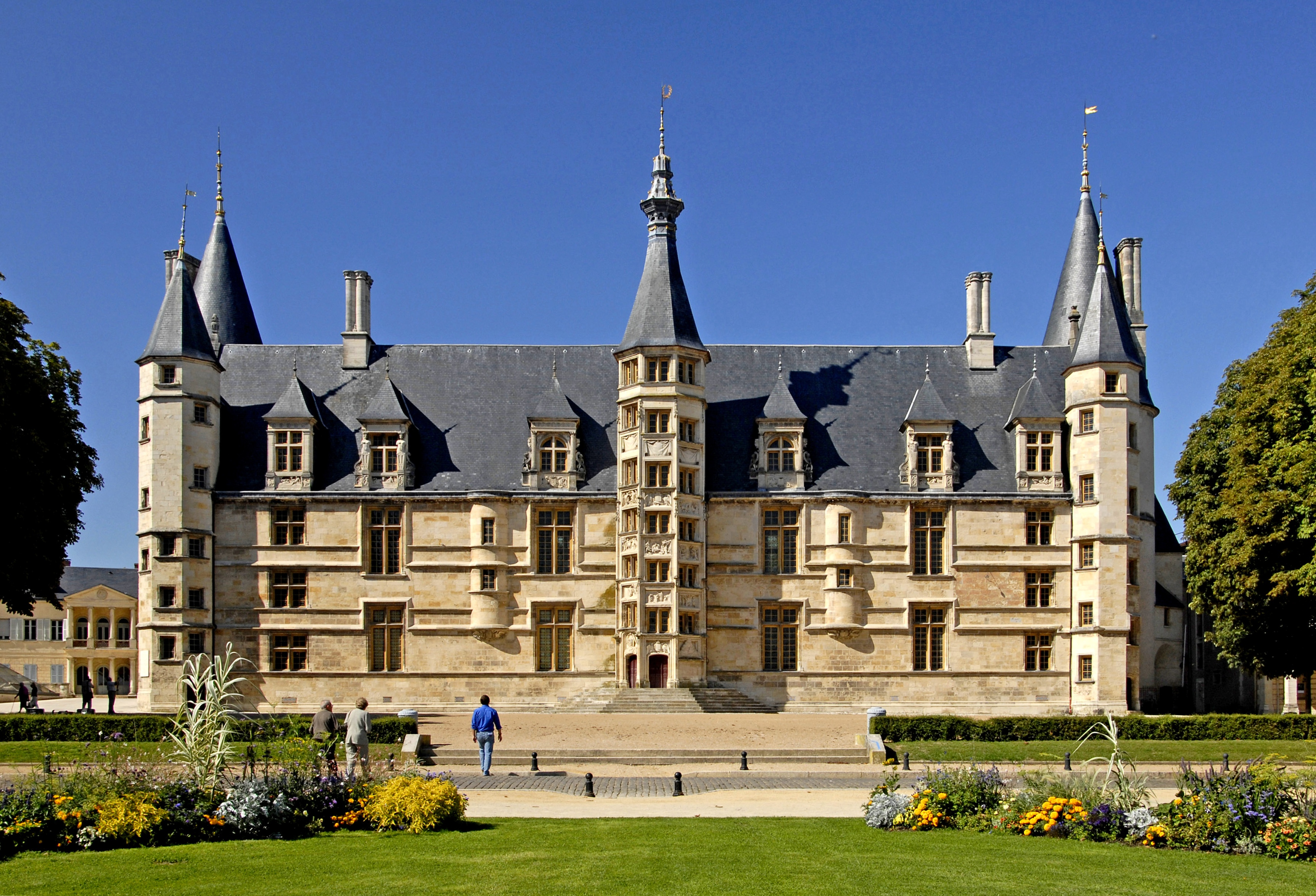
Pałac książęcy

## Miasta partnerskie
- Koblencja, Niemcy
- Erzsébetváros, Węgry
- Mantua, Włochy
- St Albans, Wielka Brytania
- Lund, Szwecja
- Stawrupoli, Grecja
- Asmara, Erytrea
- Siedlce, Polska
- Sremska Mitrovica, Serbia
- Curtea de Argeș, Rumunia
- Taizhou, Chińska Republika Ludowa
- Charleville-Mézières, Francja
- Hammamet, Tunezja
- Neubrandenburg, Niemcy